# Дальюнкер

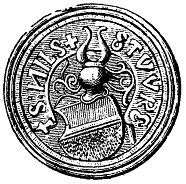
Печать Дальюнкера

Дальюнкер (швед. Daljunkern, Daljunkaren — «далекарлийский дворянин») — самозванец, который в XVI в. выдавал себя за старшего сына шведского регента Стена Стуре Младшего.
Среди историков нет однозначного мнения относительно личности Дальюнкера. Шведский король Густав Васа и хронист Педер Сварт утверждали, что он был конюхом по имени Ёнс Ханссон, однако в действительности Ханссон был лишь человеком из окружения Дальюнкера.
Дальюнкер появился в Даларне в феврале 1527 г., где объявил себя сыном Стена Стуре младшего Нильсом.
Восьмилетний Нильс Стуре после гибели отца в 1520 году был отвезён в Данциг, однако после возвращения в Швецию он вместе с матерью был арестован и выслан в Данию. В 1524 году его освободили, после чего он отправился в Кальмарский замок к Беренду фон Мелену, являвшемуся сторонником рода Стуре. На следующий год войска Густава Васы взяли замок штурмом. Нильс был отвезён к королевскому двору и сделан пажом. Впоследствии утверждалось, что Нильс умер и был похоронен в Упсальском соборе, однако эти свидетельства вызывают сомнения, даже несмотря на то, что мать Нильса, Кристина Юлленшерна, подтверждала факт его смерти. Не исключено, что Дальюнкером был всё же именно Нильс Стуре.
В начале 1527 г. среди жителей Даларны царило недовольство, вызываемое всё более заметной склонностью Густава Васы к проведению церковной реформы и налогом, который он ввёл для удовлетворения требований Любека. Появившийся в Даларне зимой этого года Дальюнкер привлёк на свою сторону жителей трёх приходов провинции, к которым вскоре стали присоединяться и другие.
Король пытался замирить восставших. На собравшемся в Вестеросе летом 1527 г. риксдаге немногочисленные представители от Даларны пообещали королю выдать Дальюнкера. Тот был вынужден осенью 1527 г. отправился в Норвегию, откуда предпринял нападение на Даларну, которое, однако, закончилось неудачей, и он был вынужден вновь вернуться в Норвегию. Король в феврале 1528 г. прибыл с войском в Туну (ныне пригород Бурленге), где вскоре схватил самых активных участников восстания и казнил их. Под давлением Густава Васы наместник Норвегии Винсенс Лунге был вынужден отправить Дальюнкера к королю Дании. По дороге тот бежал, однако в Ростоке его вновь арестовали.
После настоятельных просьб Густава Васы и датского короля Фредерика I о его выдаче или наказании Дальюнкер был осенью 1528 г. казнён.
Тема Дальюнкера была использована Хенриком Ибсеном в драме «Фру Ингер из Эстрота».